# Chikkarade, Channarayapatna
Chikkarade là một làng thuộc tehsil Channarayapatna, huyện Hassan, bang Karnataka, Ấn Độ.